# Hydroptila dayung
Hydroptila dayung är en nattsländeart som beskrevs av Wells och Huisman 1992. Hydroptila dayung ingår i släktet Hydroptila och familjen smånattsländor. Inga underarter finns listade i Catalogue of Life.